# از دیروز (ترانه)
«از دیروز» (به انگلیسی: Since Yesterday) ترانه‌ای گروهٔ دونفرهٔ سینث-پاپ اسکاتلندی استرابری سوئیچ‌بلید می‌باشد که تک‌آهنگ اصلی تنهاترین آلبوم استودیویی آن‌ها تحت عنوان استرابری سوئیچ‌بلید می‌باشد.